# 阿拉斯加公魚
阿拉斯加公魚（學名：Hypomesus pretiosus）是胡瓜鱼科公鱼属的海生鱼类，分佈于威廉王子灣到長灘的地區內，不過數量在舊金山以南就開始衰减了。南方的海公魚長度達10英寸（250），而加拿大附近約只有8英寸（200）。
阿拉斯加公魚在五月至十月的日間產卵，因此也被稱作day smelt。可存活四至五年，大部份雌魚都在二歲時產卵，但也有一歲產卵的雌魚，一條雌魚會在碎波區產卵，一次產卵約有1,500-30,000個，一般一個繁殖季節可能產三到五次，也可能更多。
其食物包括多毛綱生物、一些仔魚和水母，但主要以甲殼綱動物為食。本身則是鮭魚和大比目魚的重要食物，是加利福尼亞重要的經濟魚類。年漁獲量達225,000（496,000英磅）。